# Przedsiębiorstwo Transportowe Translub
Przedsiębiorstwo Transportowe Translub, Translub – firma zajmująca się usługami związanymi z rozkładowym transportem pasażerskim i transportem w komunikacji miejskiej od 1991 roku, głównie na terenie miasta Luboń.
Obecnie Translub obsługuje 8 linii autobusowych: 602, 603, 610, 611, 614, 616, 651, 690 oraz posiada 30 sztuk autobusów. Siedziba przedsiębiorstwa i zajezdnia znajdują się na ul. Przemysłowej 13 w Luboniu.

## Historia
Przedsiębiorstwo Transportowe Translub Sp. z o.o. powstało 1 lipca 1991 r. jako jednoosobowa spółka miasta Luboń. Spółka początkowo powstała w celu świadczenia usług komunikacyjnych na liniach L1, L2, L3, L4 i Lbis, a od 1992 roku także na liniach LA i LB. Rozpoczęcie działalności spółki oparte było na przekazaniu 13 sztuk autobusów Jelcz PR 110M z MPK Poznań dla Translubu. Do 2010 r. Translub wykonywał wszystkie zadania związane z projektowaniem sieci komunikacyjnej Lubonia, rozkładów jazdy i utrzymaniem przystanków.
Od dnia 1 października 2011 roku nastąpiła całkowita integracja transportu lokalnego miasta Luboń z Poznaniem. Zadania organizacji komunikacji miejskiej przejął Zarząd Transportu Miejskiego w Poznaniu, a Translub został operatorem – przewoźnikiem wykonującym przewozy głównie na terenie Lubonia, Poznania oraz gmin Komorniki, Puszczykowo i Mosina.

## Tabor

### Autobusy liniowe[5][6]
| Model                       | Rok produkcji         | Liczba | Dł. [m] | Ukł. drzwi   | Podłoga        | Numery taborowe                                      | Rozpoczęcie eksploatacji |
| --------------------------- | --------------------- | ------ | ------- | ------------ | -------------- | ---------------------------------------------------- | ------------------------ |
| MAN NL 263                  | 1998                  | 1      | 12      | 2-2-0        | niskopodłogowy | 6124                                                 | 2011                     |
| Solaris Urbino 12 II        | 2003                  | 1      | 12      | 2-2-2        | niskopodłogowy | 6103                                                 | 2003                     |
| MAN NL 313                  | 2003-2004             | 2      | 12      | 2-2-2        | niskopodłogowy | 6135, 6137                                           | 2018                     |
| Solaris Urbino 12 III       | 2005, 2011-2012, 2016 | 9      | 12      | 2-2-0, 2-2-2 | niskopodłogowy | 6132, 6050, 6051, 6052, 6053, 6054, 6055, 6141, 6142 | 2011, 2012, 2017, 2025   |
| Solaris Urbino 12 LE III    | 2007, 2009            | 4      | 12      | 1-2-0        | niskowejściowy | 6133, 6138, 6139, 6140                               | 2017, 2021               |
| Solaris Urbino 8,9 LE III   | 2009                  | 1      | 8,9     | 1-2-0        | niskowejściowy | 6134                                                 | 2017                     |
| Solaris Urbino 12 IV        | 2018-2019             | 6      | 12      | 2-2-2        | niskopodłogowy | 6059, 6060, 6061, 6062, 6063, 6064                   | 2019                     |
| Solaris Urbino 12 IV hybrid | 2018-2019, 2023       | 7      | 12      | 2-2-2        | niskopodłogowy | 6056, 6057, 6058, 6065, 6066, 6067, 6068             | 2019, 2023               |

### Autobusy wycofane z eksploatacji[5]
| Model                                          | Rok produkcji | Liczba | Dł. [m] | Ukł. drzwi   | Podłoga          | Numery taborowe                                | Eksploatacja |
| ---------------------------------------------- | ------------- | ------ | ------- | ------------ | ---------------- | ---------------------------------------------- | ------------ |
| Jelcz L11/2                                    | 1989          | 1      | 11      | 2-0-2        | wysokopodłogowy  | 07                                             | 1991-2007    |
| Jelcz M11                                      | 1984-1989     | 12     | 11      | 2-2-2        | wysokopodłogowy  | 07, 08, 09, 10, 11, 12, 13, 14, 15, 16, 17, 18 | 1991-2009    |
| Jelcz 120M                                     | 1992-1996     | 4      | 12      | 2-2-2        | średniopodłogowy | 06, 10, 13, 20                                 | 1992-2010    |
| Jelcz PR110M                                   | 1991-1992     | 8      | 12      | 2-2-2        | średniopodłogowy | 01, 02, 03, 04, 05, 06, 17, 19                 | 1991-2011    |
| Neoplan N4014NF                                | 1992          | 1      | 12      | 2-2-2        | niskowejściowy   | 107                                            | 2007-2013    |
| Volvo B10L / Steyr SN12                        | 1999          | 1      | 12      | 2-2-2        | niskopodłogowy   | 106                                            | 2006-2013    |
| Volkswagen Transporter T4 / Kutsenits City III | 2001          | 1      | 7,5     | 1-0-1        | niskopodłogowy   | 6131                                           | 2015-2018    |
| Volkswagen Transporter T5 / Kutsenits City IV  | 2005          | 1      | 7,5     | 1-0-1        | niskopodłogowy   | 6129                                           | 2014-2018    |
| Neoplan N4011NF                                | 1995          | 1      | 10,2    | 2-2-0        | niskowejściowy   | 6109                                           | 2007-2019    |
| Neoplan K4016TD                                | 1999          | 3      | 12      | 2-2-2        | niskopodłogowy   | 6101, 6102, 6105                               | 1999-2019    |
| MAN NL 202                                     | 1994, 1995    | 6      | 11,7    | 2-2-0, 2-2-2 | niskopodłogowy   | 6112, 6119, 6120, 6121, 6122, 6123             | 2008-2020    |
| Neoplan N4416 Centroliner                      | 2000          | 1      | 12      | 2-2-0        | niskopodłogowy   | 6114                                           | 2009-2021    |
| Neoplan N4016                                  | 1995-1998     | 7      | 12      | 2-2-0        | niskopodłogowy   | 6104, 6108, 6110, 6111, 6113, 6117, 6118, 6130 | 2004-2025    |
| MAN NL 262                                     | 2000          | 2      | 11,7    | 2-2-0        | niskopodłogowy   | 6115, 6116                                     | 2010-2021    |
| MAN NL 263                                     | 1998          | 1      | 12      | 2-2-0        | niskopodłogowy   | 6126                                           | 2011-2022    |
| MAN NÜ313-15                                   | 2001          | 2      | 15      | 2-2-0        | niskopodłogowy   | 6127, 6128                                     | 2014-2023    |
| MAN NL 223                                     | 2002          | 1      | 12      | 2-2-2        | niskopodłogowy   | 6125                                           | 2011-2023    |
| MAN NL 313                                     | 2003          | 1      | 12      | 2-2-2        | niskopodłogowy   | 6136                                           | 2018-2024    |